# Opisodasys vesperalis
Opisodasys vesperalis är en loppart som först beskrevs av Jordan 1929.  Opisodasys vesperalis ingår i släktet Opisodasys och familjen fågelloppor. Inga underarter finns listade i Catalogue of Life.